# Yap (isole)

Le isole Yap, note semplicemente come Yap, sono quattro isole vicine tra loro che formano la parte principale dello stato di Yap, negli Stati Federati di Micronesia. Formano il distretto Isola Yap.
In lingua yapese si chiamano Waqaab (scritto anche Waʻab) e corrispondono a un gruppo di isole nelle isole Caroline nella parte occidentale dell'Oceano Pacifico. La parola Yap è sempre più usata per fare riferimento allo stato omonimo di Yap che comprende non solo Yap (Yap Main Islands) ma anche isole esterne, le isole esterne di Yap, dette anche outer in inglese.
Le isole che formano un atollo elevato con un'unica barriera corallina comprendono:
- Yap, o Yap Proper (Marbaaq), l'isola maggiore dove si trova il capoluogo, Colonia, (56,15 km²)
- Rumung la più settentrionale e la più piccola (4,30 km²),
- Maap, in yapese Maap', (10,64 km²)
- Gagil-Tamil, (28,82 km²)

Le quattro isole sono separate da stretti non profondi e Gagil-Tamil era connessa con Yap fino al 1901  quando fu costruito il canale che separa le due isole.

## Municipalità
L'isola di Yap (Yap Proper) è suddivisa in 10 municipalità:

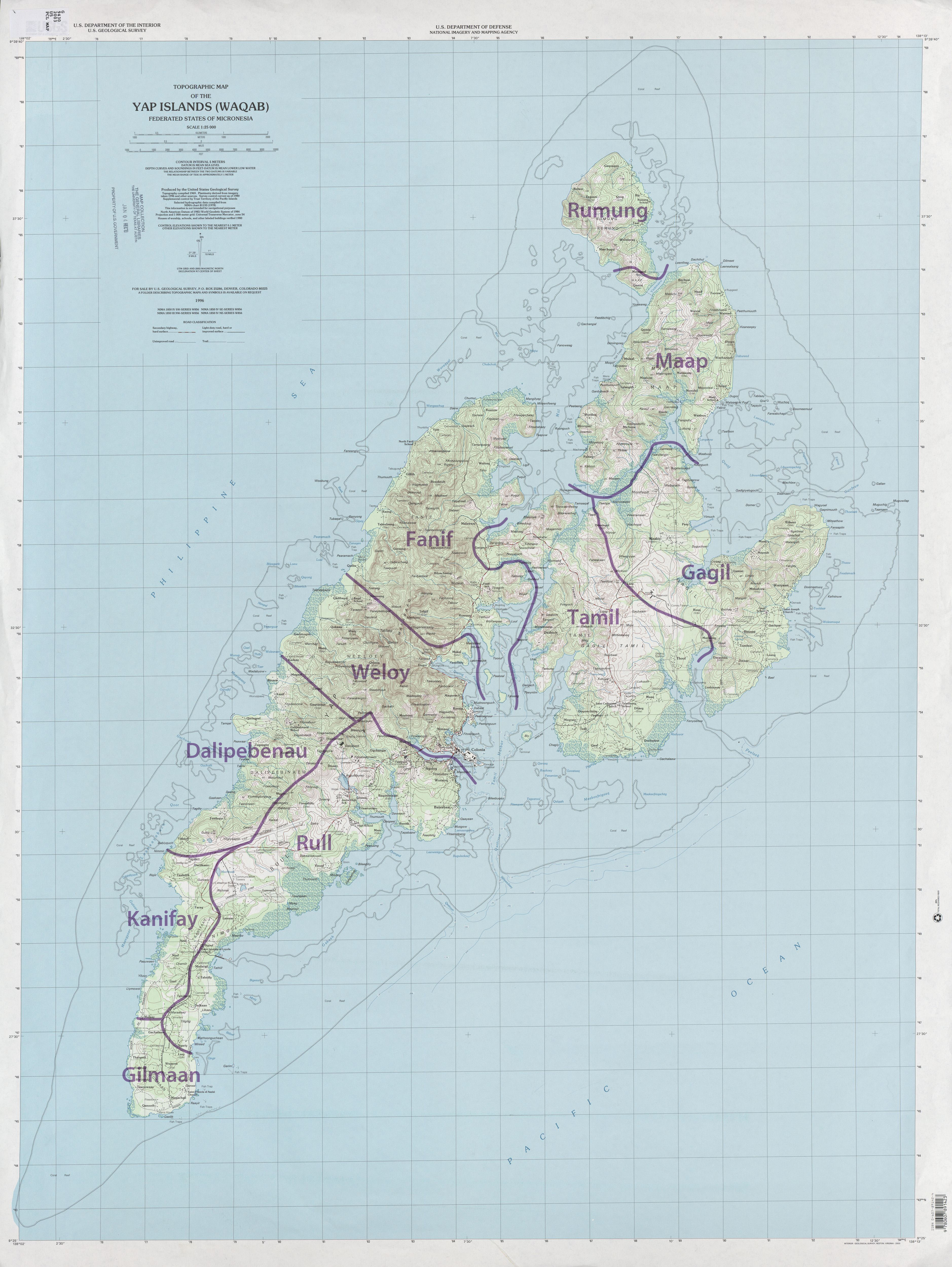
Mappa delle municipalità.

- Dalipebinaw
- Fanif
- Gagil
- Gilman
- Kanifay
- Maap
- Rull, dove si trova Colonia
- Rumung
- Tomil
- Weloy